# Foreigner (banda)
Foreigner é uma banda de rock anglo-americana, formada em 1976 pelo americano Lou Gramm e os veteranos músicos ingleses Mick Jones e Ian McDonald, antigo membro do King Crimson. A banda vendeu até hoje 80 milhões de álbuns pelo mundo (37.5 milhões apenas nos Estados Unidos).

## Membros da Banda
- Luís Carlos Maldonado – Vocais (2011–presente)
- Mick Jones – Guitarra (1976–presente)
- Thom Gimbel – Guitarra, saxofone,  vocais de apoio (1993, 1995–presente)
- Michael Bluestein – Teclado,  vocais de apoio (2008–presente)
- Jeff Pilson – Baixo, vocais de apoio(2004–presente)
- Chris Frazier – Bateria, percussão (2012–presente)
- Bruce Watson – Guitarra, vocais (2013 – presente)

## Antigos Membros
- Kelly Hansen - Vocalista (2005-2011)
- Lou Gramm – Vocalista (1976–1990, 1992–2003)
- Ian McDonald – Guitarra, teclado, saxofone, flauta, vocais de apoio(1976–1980)
- Dennis Elliott – Bateria, percussão, vocais de apoio (1976–1991)
- Al Greenwood – Teclado (1976–1980)
- Ed Gagliardi – Baixo, vocais de apoio (1976–1979)
- Rick Wills – Baixo, vocais de apoio (1979–1992)
- Mark Rivera – Saxofone, flauta, teclado, guitarra, vocais de apoio (1981–1988, 1991–1992)
- Bob Mayo –  Teclado, guitarra, vocais de apoio (1981–1988)
- Peter Reilich – Teclado (1981–1982)
- Larry Oakes – Guitarra, teclado, vocais de apoio (1988)
- Lou Cortelezzi – Saxofone(1988)
- Johnny Edwards – Vocais, guitarra (1990-1992)
- Larry Aberman – Bateria, percussão (1991-1992)
- Bruce Turgon – Baixo, vocais de apoio (1992-2003)
- Mark Schulman – Bateria, percussão, vocais de apoio (1992-1995, 2000-2002)
- Scott Gilman – Guitarra, saxofone, vocais de apoio (1992, 1993-1995)
- Ron Wikso – Bateria, percussão (1995-1998)
- John Purdell - Teclado(2000)
- Danny Carmassi - Bateria, percussão (2002)
- Chaz West – Vocais (2004)
- Jeff Jacobs – Teclado , vocais de apoio (1991–2007)
- Paul Mirkovich – Teclado (2007–2008)
- Jason Bonham – Bateria, percussão, vocais de apoio (2004-2007, 2007-2008)
- Bryan Head - Bateria, percussão (2008)

## Discografia

### Álbuns
- 1977 - Foreigner
- 1978 - Double Vision
- 1979 - Head Games
- 1981 - 4
- 1984 - Agent Provocateur
- 1987 - Inside Information
- 1991 - Unusual Heat
- 1995 - Mr. Moonlight
- 2006 - Live In '05 (Doppel-Album: CD und DVD)
- 2009 - Can't Slow Down
- 2012 - Alive & Rockin´
- 2014 - An Acoustic Evening with Foreigner
- 2016 - In Concert. Unplugged

### Compilações
- 1982 - Records
- 1992 - The Very Best Of
- 1992 - The Very Best And Beyond
- 1993 - Classic Hits Live/Best Of Live
- 1994 - Juke Box Hero - Best (1977-87, gravadora: Zounds, digital remastered)
- 1998 - I Want To Know What Love Is - Best Of Ballads
- 1999 - The Platinum Collection
- 1999 - Rough Diamonds #1
- 2000 - Hot Blooded And Other Hits
- 2000 - Anthology: Jukebox Heroes
- 2002 - Complete Greatest Hits
- 2002 - The Definitive
- 2003 - Live at Deer Creek (DVD live 19 de junho de 1993 em Deer Creek Music Center, Noblesville, Indiana)
- 2007 - ALIVE & ROCKIN (DVD 'live 2006 em Balingen Germany', CD 'live 2005 em Las Vegas')
- 2014 - I Want to Know What Love Is - The Ballads (2 CD)
- 2014 - The Hits Unplugged
- 2014 - The Complete Atlantic Studio Albums 1977-1991
- 2014 - The Soundtrack of Summer: The Very Best of Foreigner & Styx
- 2014 - The Best of Foreigner 4 & More
- 2016 - California Jam, Vol. 2: 1978
- 2016 - Playlist: The Very Best of Foreigner